# مروان القاسم
مروان صدقي أحمد القاسم (وُلِد في 1938 في عمان) سياسي ودبلوماسي أردني من أصل فلسطيني، كان رئيسًا للديوان الملكي الأردني، ونائبًا لرئيس الوزراء الأردني، ووزيرًا للخارجية الأردنية.

## نشأته وتحصيله العلمي
وُلِد مروان صدقي أحمد القاسم عام 1938 في العاصمة الأردنية عمان لأسرة فلسطينية من قرية بلعا في محافظة طولكرم، كانت عائلته قد انتقلت للسكن من فلسطين إلى الأردن في الثلاثينيات، وكان والده صدقي القاسم يعمل في الجيش العثماني في فلسطين.
تلقى مروان القاسم تعليمه الابتدائي في المدرسة الأهلية في عمان، وتلقى تعليمه الإعدادي والثانوي في مدرسة المطران في القدس، وأنهى الثانوية العامة في مدرسة المطران في عمان عام 1957. توجه بعدها إلى الولايات المتحدة الأمريكية حيث حصل هناك على درجة البكالوريوس في العلوم السياسية من جامعة ميتشغان، ثم على درجة الماجستير في العلاقات والتاريخ الدولي من جامعة كولومبيا عام 1967.

## مناصبه
- القنصل الأردني العام في نيويورك، منذ عام 1964 وحتى عام 1966.[4]
- عضو الوفد الأردني في الأمم المتحدة، ثم مدير عام وزارة الخارجية الأردنية.[2]
- سكرتير أول في السفارة الأردنية بواشنطن، عام 1968.[2]
- السكرتير الخاص لولي العهد الأردني، منذ عام 1972 وحتى عام 1974.[2]
- أمين عام الديوان الملكي الأردني، منذ 1 ديسمبر 1974 وحتى 13 يوليو 1976.[4]
- وزير الدولة الأردني لشؤون رئاسة الوزراء، منذ 13 يوليو 1976 وحتى 27 نوفمبر 1976، ضمن حكومة مضر بدران الأولى.[4]
- وزير التموين الأردني، منذ 27 نوفمبر 1976 وحتى 19 ديسمبر 1979، ضمن حكومة مضر بدران الثانية.[4]
- وزير الخارجية الأردني، منذ 19 ديسمبر 1979 وحتى 3 يوليو 1980، ضمن حكومة عبد الحميد شرف.[4]
- وزير الخارجية الأردني، منذ 3 يوليو 1980 وحتى 28 أغسطس 1980، ضمن حكومة قاسم الريماوي.[4]
- وزير الخارجية الأردني، منذ 28 أغسطس 1980 وحتى 10 يناير 1984، ضمن حكومة مضر بدران الثالثة.[4]
- رئيس الديوان الملكي الأردني، منذ 10 يناير 1984 وحتى 19 ديسمبر 1988.[4]
- نائب رئيس الوزراء الأردني، ووزير الخارجية الأردني، منذ 27 أبريل 1989 وحتى 6 ديسمبر 1989، ضمن حكومة زيد بن شاكر الأولى.[4]
- عضو مجلس الأعيان الأردني السادس عشر، منذ 23 نوفمبر 1989 وحتى 22 نوفمبر 1993.[5]
- عضو مجلس الأمة الأردني، منذ 23 نوفمبر 1989 وحتى 22 نوفمبر 1993.
- نائب رئيس الوزراء الأردني، ووزير الخارجية الأردني، منذ 6 ديسمبر 1989 وحتى 19 يونيو 1991، ضمن حكومة مضر بدران الرابعة.[4]
- رئيس الديوان الملكي الأردني، منذ 4 يناير 1995 وحتى 4 فبراير 1996.[4]

## أوسمة
في 17 أكتوبر 2021، منح الملك الأردني عبد الله الثاني بن الحسين مروان القاسم، وسام مئوية الدولة الأردنية، وذلك تقديرًا لخدمته في العمل السياسي لحوالي ثلاثين عامًا.